# Prosper-Auguste Poulain de Bossay
Prosper-Auguste Poulain de Bossay (né à Bossay-sur-Claise le 11 juin 1798 et mort à Arrou le 31 octobre 1876) est un professeur d'histoire, recteur de l'académie d'Orléans de 1839 à 1845.